# Альболодуй
Альболодуй (ісп. Alboloduy) — муніципалітет в Іспанії, у складі автономної спільноти Андалусія, у провінції Альмерія. Населення — 667 осіб (2010).
Муніципалітет розташований на відстані близько 390 км на південь від Мадрида, 25 км на північний захід від Альмерії.
На території муніципалітету розташовані такі населені пункти: (дані про населення за 2010 рік)
- Альболодуй: 640 осіб
- Лас-Алькубільяс-Альтас: 27 осіб

## Демографія
Динаміка населення (INE ):